# 두자일
두자일(아랍어: الدجيل)은 이라크 살라딘 주에 위치한 도시로 인구는 약 100,000명이다. 바그다드에서 북쪽으로 약 65km 정도 떨어진 곳에 위치한다. 시아파 무슬림이 도시 인구의 다수를 차지한다.

## 두자일 사건
이란-이라크 전쟁 중이던 1982년 7월 8일에 이 곳에서 사담 후세인 전 대통령 암살 미수 사건이 일어났다. 이 곳은 사담 후세인 전 대통령과 이란-이라크 전쟁에 반대했던 이슬람 다와당의 본거지였다.
사담 후세인은 이란-이라크 전쟁에서 이라크에 공헌한 인사들을 기념하는 연설을 진행하기 위해 이 곳을 방문했다. 후세인을 태운 자동차 퍼레이드 도중에 1명 또는 여러 명의 다와당원들에 의해 요원들이 납치되었다. 총격전은 3시간 정도 일어났지만 후세인은 살아남았다.
사담 후세인은 비밀 경찰과 군대에 두자일에 보복 공격을 하도록 명령했다. 이 과정에서 남자 150명이 무력 공격으로 인해 살해당하거나 처형당했다. 살해당한 사람 가운데에는 13세 소년도 있었다. 살아남은 1,500명 역시 사막 지대에 있는 수용소에 투옥되었고 대부분의 소녀들이 고문을 받았다. 후세인 정권은 두자일을 파괴했다가 나중에 재건했다. 이 사건으로 인해 1,000km2에 달하는 농지가 파괴되었고 농지의 복원은 10년 뒤에야 허용되었다.
2005년 10월 19일에 두자일 사건에 관한 재판이 시작되었다. 이 과정에서 사담 후세인을 포함한 8명이 고소당했다.